# カメルーンの世界遺産
カメルーンの世界遺産 （カメルーンのせかいいさん）はユネスコの世界遺産に登録されているカメルーン国内の文化・自然遺産。
※この項目はウィキプロジェクト 世界遺産に準じて作成されています

## 文化遺産
なし

## 自然遺産
- ジャー動物保護区 - (1987年)
- サンガ川流域の3か国保護地域 - （2012年）
  - カメルーン国内ではロベケ国立公園が対象となっている。

## 複合遺産
なし